# Manuel Lozano Garrido
Manuel Lozano Garrido, přezdívaný Lolo (9. srpna 1920, Linares – 3. listopadu 1971, tamtéž) byl španělský římskokatolický novinář a spisovatel. Katolická církev jej uctívá jako blahoslaveného.

## Život
Narodil se dne 9. srpna 1920 v Linares. Měl sedm bratrů a jednu sestru. Dne 9. května 1929 přijal své první svaté přijímání a dne 20. května 1930 svátost biřmování. Stal se členem Katolické akce.
Roku 1936, když vypukla španělská občanská válka při které docházelo k pronásledování církve, zemřel jeho otec. V té době působil jako akolyta, kdy roznášel eucharistii lidem ve vesnici. Byl zatčen a na den uvězněn, avšak Nejsvětější svátost, kterou měl tou dobou u sebe úspěšně skryl v kytici květů, aby zabránil jejímu znesvěcení.
Ve věku 22 letech se stal vojákem, přičemž i nadále docházel každé ráno na mši svatou. Začal trpět spondylitidou, načež byl pro špatný zdravotní stav propuštěn z armády a rok nato plně ochrnul.
Přestože prožil zbytek svého života na invalidním vozíku a v téměř neustálých bolestech se úspěšně věnoval novinářské činnosti, kdy napsal stovky článků v několika publikacích. Napsal také devět knih, které věnoval své sestře Lucíi. Byl také aktivní v Katolické akci, do které dříve vstoupil. Měl velikou úctu a oddanost k eucharistii, přičemž si doma nechal zřídit oltář, aby se mohl denně účastnit mší svatých a od místního biskupa získal povolení zde uchovávat eucharistii.
Roku 1956 založil časopis „Sinai“, určený pro nemocné čtenáře. Roku 1958 absolvoval spolu se svou sestrou pouť do Lurd. Ke koci života sepsal devět svazků o duchovním životě a také autobiografický román. Od roku 1961 se jeho zdravotní stav počal zhoršovat, kdy mu ochrnula pravá ruka, načež se naučil psát rukou levou a po úplné paralýze své texty musel diktovat své sestře, nebo do magnetofonu. Roku 1962 také oslepl, díky čemuž již nemohl číst.
Zemřel dne 3. listopadu 1971 ve své rodné obci. Roku 2009 byly jeho ostatky přeneseny do karmelitánského kláštera v Linares, po jeho blahořečení byly uloženy pod hlavním oltářem baziliky Santa María la Mayor v téže obci.

## Úcta
Jeho beatifikační proces započal dne 7. dubna 1994, čímž obdržel titul služebník Boží. Dne 17. prosince 2007 jej papež Benedikt XVI. podepsáním dekretu o jeho hrdinských ctnostech prohlásil za ctihodného. Dne 19. prosince 2009 byl uznán zázrak na jeho přímluvu, potřebný pro jeho blahořečení.
Blahořečen pak byl dne 12. června 2010 v Linares. Obřadu předsedal jménem papeže Benedikta XVI. arcibiskup Angelo Amato.
Jeho památka je připomínána 3. listopadu. Bývá zobrazován ve svém invalidním vozíku. Je patronem novinářů.